# Bobo und die Hasenbande
 Bobo und die Hasenbande  ist eine Zeichentrickserie nach den Büchern von József Nepp, Eberhard Naumann die vom Verlag W. Fischer im Jahre 1995 herausgegeben wurden. Die Serie erzählt die Geschichte eines kleinen Hundes, der von seinem Besitzer während der Ferienzeit einfach ausgesetzt wurde. Bobo wird von einer Hasenfamilie adoptiert und erlebt allerhand Abenteuer.

## Kinofilme
Zur Serie sind zwei Kinofilme erschienen. Bobo und die Hasenbande erschien am 7. September 1995 und wurde am 12. September 1996 auf DVD veröffentlicht. Der Film hatte in Deutschland 160.000, in Österreich 25.000 Besucher. Bobo und die Hasenbande 2 - Abenteuer im Wald erschien 1997. Den Soundtrack zum Film Bobo und die Hasenbande hat Wolfgang von Henko geschrieben. Die Dialoge sind in der deutschen und englischen Version leicht geändert worden. Die Serie und die beiden Spielfilme wurden in vielen Ländern Europas (z. B. Polen, Spanien, Italien u. a.) und auch in den USA ausgestrahlt und auf DVD veröffentlicht.

## Figuren
| Name der Figur | Sprecher                  |
| -------------- | ------------------------- |
| Bobo           | Constantin von Jascheroff |
| Theo           | Jan Steilen               |
| Dr. Eule       | Claus Wilcke              |
| Karotta        | Lena Bayer                |
| Julchen        | Shalisar Haftchenari      |
| Coco           | Jana Raschke              |
| Elster         | Beate Hasenau             |
| Max            | Gerd Duwner               |
| Maxie          | Matthias Ruschke          |
| Habicht        | Heinz Theo Branding       |
| Puffer         | Stanley Dammbrück         |
| Hubert         | Heinz Theo Branding       |

## Produktion
Das Drehbuch hat der ungarische Autor Attila Dargay geschrieben. Regie führten Mario von Jascheroff, Jenö Koltai, Tibor Hernádi. An der Produktion der Filme habe die Firmen Real-Film, Pannónia Filmstúdió, Feature Films for Families, der WDR u. a. mitgewirkt. Als ausführender Produzent war Borbála Mezei und Archie Görding und Katharina M. Trebitsch verantwortlich. Für die Musik war Wolfgang von Henko zuständig. Die Aufnahmen führte Árpád Lossonczy, György Varga und Zoltán Bacsó. Für den Filmschnitt war Magda Hap zuständig.